# Irina Wassiljewna Stankina
Irina Wassiljewna Stankina (russisch Ирина Васильевна Станкина; * 25. März 1977 in Saransk) ist eine russische Leichtathletin. Bei einer Körpergröße von 1,67 m beträgt ihr Wettkampfgewicht 50 kg.
Irina Stankina war die weltbeste Juniorengeherin der 1990er Jahre. Nach einem dritten Platz 1993 bei den Junioreneuropameisterschaften über 5000 Meter, wurde sie 1994 und 1996 Juniorenweltmeisterin und 1995 Junioreneuropameisterin.
Bei den Weltmeisterschaften 1995 in Göteborg gewann Irina Stankina im 10-km-Gehen in 42:13 min mit drei Sekunden Vorsprung auf die Italienerin Elisabetta Perrone. Mit 18 Jahren und 135 Tagen wurde Stankina damit zur jüngsten Weltmeisterin in der Erwachsenenklasse überhaupt.
Obwohl Irina Stankina auch danach immer wieder gute Zeiten ging, konnte sie nicht mehr an ihre großen Erfolge als Juniorin anknüpfen. Bei den Olympischen Spielen 1996 und den Weltmeisterschaften 1997 wurde sie jeweils disqualifiziert. 1999 wurde die Strecke im Frauengehen verlängert. Im 20-km-Gehen wurde sie bei den Weltmeisterschaften 1999 in 1:35:42 h nur Siebzehnte. Bei den Olympischen Spielen 2000 gab sie auf.
Irina Stankina hat einen Bruder Wladimir (* 2. Januar 1974) und eine Zwillingsschwester Inna, die beide ebenfalls im Gehsport aktiv waren. Ihre Tochter heißt Jekaterina.

## Bestzeiten
- 10 Kilometer Gehen: 41:17 min (1997)
- 20 Kilometer Gehen: 1:25:29 h (2000)